# T-Series
スーパー・カセッツ・インダストリーズ・プライベート・リミテッド（Super Cassettes Industries Private Limited、商号:T-Series）は、1983年にグルシャン・クマールが設立したインドのレコードレーベル、映画製作会社。主にボリウッド音楽のサウンドトラックとインディ・ポップ音楽のリリースで知られている。2014年時点で、T-Seriesはインド最大の音楽レーベルであり、同国の音楽市場の35％を占め、ソニー・ミュージック・インディア とジー・ミュージック・カンパニーがそれに続いている。
設立当初は海賊版のボリウッドの曲を売り規模を広げ、その後著作権侵害で訴えられたがメディア戦略で難を逃れている。2007年にYouTubeに対して「誰でも自由に音楽をアップロードできるのは違法である。」として訴訟を起こしている。デリー高等裁判所はYouTubeに対し、「T-Seriesが保有する音楽に対して著作権侵害をすることを禁止する。」と判決を下した。2011年1月に法定外で両社は和解をしている。
1997年に設立者であるグルシャン・クマールはムンバイマフィアと、「10人の世界最重要指名手配犯」の一人ダウッド・イブラヒムのD-Companyによって暗殺されており、その後は息子のブーシャン・クマールと弟クリシャン・クマールが運営している。

## 脱税問題
2018年には会長のブーシャン・クマールに巨額の脱税疑惑があると12月末に報じられ、従業員名義で登録された銀行口座を合計25以上と海外の不動産と銀行口座を差し押さえられた。米国及びドバイのブルジュ・ハリファなど複数の国に多額の投資を行っていた。インドのいくつかの資産の文書も偽の請求を通じて支払われた、今後支払う予定となっていた膨大な支出の証拠と一緒に回収された。資産情報を調べる当局は、「従業員と資産は関係がなく、すべてクマールの独断で行われた投資、資産移動である。」と声明を出している。脱税の詳細は膨大なデータ全てを洗い出さない限りは結論を出せない状態である。